# 東京SEX〜恋、かもしれない〜
『東京SEX〜恋、かもしれない〜』（とうきょうセックス〜こい、かもしれない〜）は、秋元奈美による日本の漫画作品。『THEデザート』（講談社）にて2009年1月号より2010年1月号まで不定期に掲載されていたオムニバス形式の作品である。

## 各話情報
いつか、東京タワーで
『ザ デザート』2009年1月号 掲載
本命の高校入試の日にインフルエンザに罹り、仕方なく今の高校に入った、クラス一の秀才と謳われ取っ付きにくい態度を取っている高島亜樹は、実は放課後に毎日学校の屋上でクラスメイトの日比野壱夜（ひびの いちや）とセックスに耽っていた。
24H限定ヒロイン
『ザ デザート』2009年3月号 掲載
ネイリストを目指して3年前に上京した阿部澪は、夢を諦め帰郷を決意する。帰郷前夜、若者から絶大な人気を誇る若手俳優・ムサシと偶然知り合う。ムサシは、仕事が嫌になって逃げ出したという。
秘密に繋がれて
『ザ デザート』2009年5月号 掲載
田島梨々華は、昼は平凡な派遣OLだが、借金返済のために夜はSMバーの人気S嬢として二重生活を送っている。ある日、梨々華の会社の主任でエリート社員の雪平怜司が取引先の接待として来店し、梨々華の秘密を知ってしまう。
ラッシュアワーのイタズラ
『デザート』2009年6月号 掲載
栗原綾乃は普通のOLだが、日々の苛々を解消するために、電車で自分に痴漢してくれる人をBBSで募り、スリルを味わっていた。ある日、綾乃と同じ路線を利用する真面目な大学生・川嶋圭太は、綾乃が本当に痴漢に遭っていると思い込み、綾乃を助ける。
隣室のナイト
『ザ デザート』2009年9月号 掲載
美大卒の山内佳映は、絵を描くのが好きだが、夫に「家にいて欲しい」と言われ主婦になり、自由がない生活を送っていた。佳映の美大時代の後輩で、現在はゲームクリエーターの夜久諒一が隣室に越してくる。
甘い時間
『ザ デザート』2010年1月号 掲載
風俗嬢のえみ（本名・聖子）は、甘いものを食べている時だけは仕事を忘れて「女の子」に戻れる。毎週水曜日にイケメンパティシエ・三浦恒の店でケーキを大量に買っていく。聖子の的確なアドバイスで恒は腕を磨いていき聖子を好きになるが、恒はまだ聖子の本職を知らずにいた。

## 単行本同時収録
86400秒の奇跡
『デザート20』2009 Summer、原案：川本美花
心臓病を患い、入院生活を送る14歳のリノ。恋人が残していった借金返済に追われる24歳の結子。「治る見込みがないなら…、家族にもう迷惑をかけたくない…」、「これ以上借金取りに追われる生活は嫌…」。
「もう死んでしまいたい」、手術中に意識を失ったリノと、自ら命を絶った結子は、死神に「今日死ぬのは1人の予定だ」と言われ、特別に時間を巻き戻して貰えることになるが……。

## 書誌情報
- 秋元奈美 『東京SEX〜恋、かもしれない〜』講談社〈講談社コミックスデザート〉、全2巻
  1. 2009年7月13日発売[1]、ISBN 978-4-06-365562-9
  2. 2010年3月12日発売[2]、ISBN 978-4-06-365594-0